# 汉滨高级中学
32°41′47″N 109°01′37″E / 32.696431°N 109.026996°E
汉滨高级中学(英语：Hanbin Senior Middle School），又称永红中学，简称汉滨高中，是中华人民共和国陕西省安康市汉滨区的一所高级中学，为陕西省省级重点中学，陕西省省级示范高中。

## 沿革
1941年（民国三十年），成立安康县立初级中学

1944年（民国三十三年），增设高中班和简易师范班。

1950年，高中班被安康中学接收，更名"安康县初级中学"。

1953年更名"安康县第一初级中学"，搬迁至原安康中学校址办学。

1961年更名为"西城中学"。

1966年更名为"安康县永红中学"。

1968年9月成立永红中学革命委员会。

1969年复设高中班、升格完全中学:660-662。

1991年4月， 更名为"安康市第一中学"。

2001年1月， 更名为"汉滨区第一中学"。

2001年9月，被陕西省教育厅设为"陕西省重点中学"。

2002年9月，更名为"汉滨高级中学"。

2016年9月，被陕西省教育厅设为"陕西省示范性高中"。